# Ospedaletto Euganeo
Ospedaletto Euganeo é uma comuna italiana da região do Vêneto, província de Pádua, com cerca de 5.395 habitantes. Estende-se por uma área de 21 km², tendo uma densidade populacional de 257 hab/km². Faz fronteira com Carceri, Este, Lozzo Atestino, Noventa Vicentina (VI), Ponso, Saletto, Santa Margherita d'Adige.

## Demografia
| Variação demográfica do município entre 1861 e 2011                               |
|                                                                                   |
| Fonte: Istituto Nazionale di Statistica (ISTAT) - Elaboração gráfica da Wikipedia |